# Coming Home (The Dangerous Summer)
Coming Home è il sesto album in studio del gruppo musicale statunitense The Dangerous Summer, pubblicato il 26 agosto 2022. Si tratta del primo disco con Josh Withenshaw alla chitarra
e Christian Zawacki alla batteria.
Il 25 agosto 2023 esce la versione deluxe dell'album, contenente due reinterpetazioni di Coming Home e All I Ever Wanted Was A Chance To Know Myself, rispettivamente insieme a Patrick Miranda dei Movements e Max Bemis dei Say Anything.

## Tracce
Edizione standard
1. Coming Home – 3:24
2. All I Ever Wanted Was A Chance To Know Myself – 3:41
3. Sideways – 2:58
4. Dimensional Love – 3:34
5. Big Green Eyes – 3:04
6. Gold Star – 2:33
7. Meet Me In The Morning – 3:35
8. Polarity – 4:05
9. Wide Open – 3:08
10. Someday – 3:28
11. Goodbye – 4:00

Durata totale: 37:30
Edizione deluxe
1. Coming Home (feat. Patrick Miranda) – 3:25
2. All I Ever Wanted Was A Chance To Know Myself (feat. Max Bemis) – 3:43
3. Coming Home – 3:24
4. All I Ever Wanted Was A Chance To Know Myself – 3:41
5. Sideways – 2:58
6. Dimensional Love – 3:34
7. Big Green Eyes – 3:04
8. Gold Star – 2:33
9. Meet Me In The Morning – 3:35
10. Polarity – 4:05
11. Wide Open – 3:08
12. Someday – 3:28
13. Goodbye – 4:00

Durata totale: 44:38

## Formazione
The Dangerous Summer
- AJ Perdomo – voce, basso
- Matt Kennedy – chitarra, cori
- Josh Withenshaw – chitarra
- Christian Zawacki – batteria

Produzione
- Paul Levitt – produzione
- Will Beasley – registrazione